# Gmina Sułoszowa
Die Gmina Sułoszowa ist eine Landgemeinde im Powiat Krakowski der Woiwodschaft Kleinpolen in Polen. Ihr Sitz ist das gleichnamige Dorf.

## Gliederung
Zur Landgemeinde (gmina wiejska) Sułoszowa gehören folgende drei Dörfer mit fünf  Schulzenämtern (sołectwa):
- Sułoszowa – mit den Schulzenämtern Sułoszowa I–III
- Wielmoża
- Wola Kalinowska